# Serhij Lapin

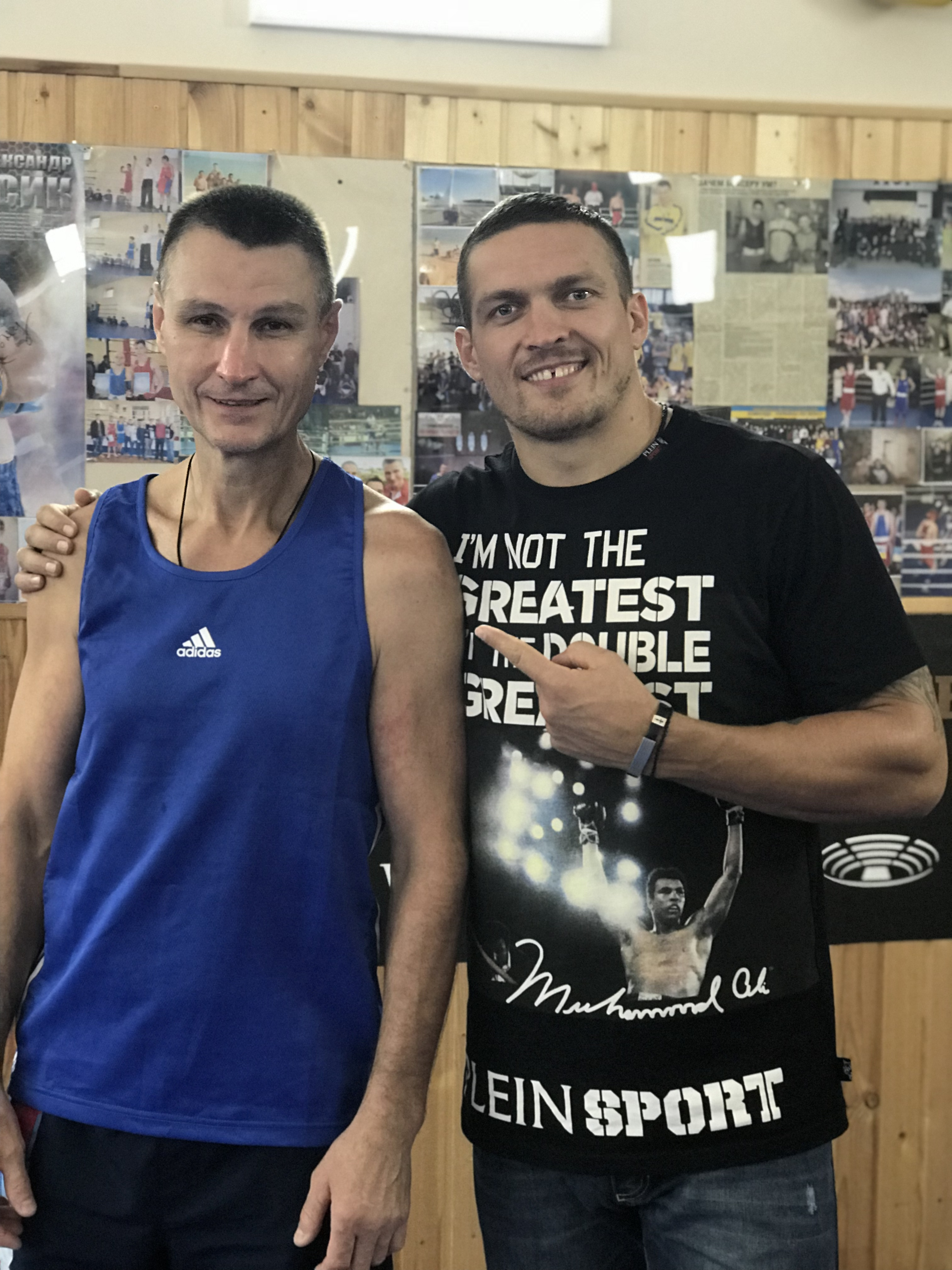
Lapin (l.) zusammen mit Usyk

Serhij Jurijowytsch Lapin (ukrainisch Сергій Юрійович Лапін; * 14. Mai 1962 in der Oblast Nischni Nowgorod, Sowjetunion) ist ein ukrainischer Trainer in der Sportart Boxen. Er erhielt den Titel "Verdienter Trainer im Boxsport".

## Leben
Lapin wurde im Gebiet um Nischni Nowgorod geboren und lebte in der Stadt Dserschinsk. Seit 1989 arbeitete er als Boxtrainer bei einem Klub in Jewpatorija auf der Halbinsel Krim und wechselte später nach Simferopol. Seit 2010 hat er einen Abschluss an der Universität Saporischschja.
Zu seinen Schülern zählen Serhij Dozenko, Oleksandr Ussyk und Batuhan Gözgeç. Außerdem war er Trainer der Boxer-Auswahl der Krim.
Seine Söhne Serhij Lapin (* 1988) und Daniel Lapin (* 1997) sind ebenfalls Boxer.

## Weblink
- Eintrag in der Enzyklopädie der modernen Ukraine (ukrainisch)